# The Sims Mobile
The Sims Mobile је верзија видео-игре The Sims прилагођена телефонима и таблетима који покрећу Android или iOS. Игpица је избачена у Play Store и App Store. За играње ове видео-игре је потребна интернет конекција и довољно „јак“ телефон или таблет. Објавили су је EA, позната и као Electronic Arts и Maxis. Инспирисана је Legacy Challenge изазовом у игри Sims 4 у ком се играч изазива да има десет генерација симсева.

## Играње

### Мени Create-A-Sim (CAS)
Када тек почнете да играте игру The Sims Mobile, онда будете пребачени у мени Направи-Симса (енг. Create-A-Sim, познатом и као CAS). У овом менију прво бирате симсу име (можете ви да изаберете које хоћете, а можете и насумично одабрано име да добијете), изглед (Одело и тело) и особине, које касније не можете променити. За разлику од The Sims 4 по ком је направљен овде се на почетку прави искључиво један лик и тај лик мора да буде млади адолесцент (енг. Young Adult).

### Основе
У видео-игри The Sims Mobilе као и у свакој другој игри из серије The Sims симсеви имају потребе, али две мање него у осталим издањима. То су: Енергија, хигијена, глад, и забава. За разлику од осталих где не постоји назнака колико су попуњене линије које означавају потребе, овде има. Хигијена, глад и забава имају максимум 10 на почетку игре,а енергија има максимум од 30, али те горње границе се могу проширити, ако купиш напитак. Постоје две ,,валуте то су симолеони (у облику новчића) и СимКеш (у облику свежња новчаница). Симолеони се добију након посла и завршених социјалних мисија, а служе за куповање намештаја за кућу и неких одела. СимКеш је веома редак, он служи за убрзавање акција и неколико комада намештаја.